# Esterwegen
Esterwegen es un municipio en el distrito de Emsland, en Baja Sajonia, Alemania. 

## Historia

### Campo de concentración de Esterwegen

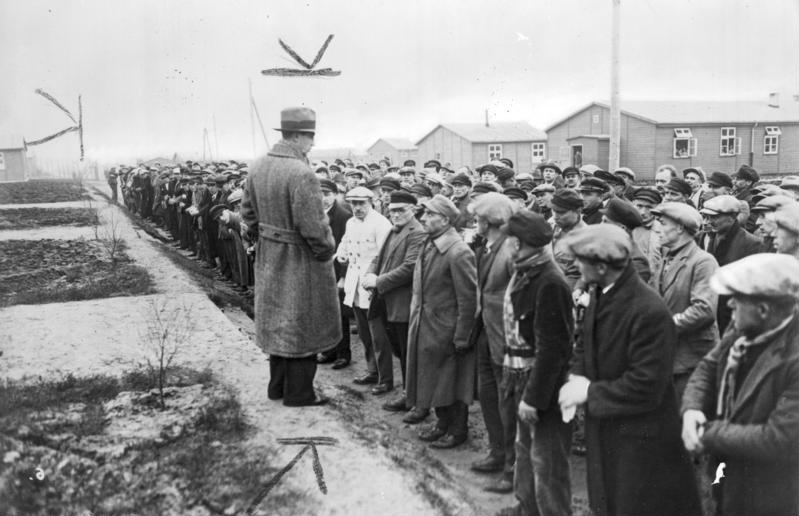
Reclusos en Esterwegen, diciembre de 1933. En el centro aparece Rudolf Diels, primer jefe de la Gestapo.

El campo fue creado en 1933, en el cual murieron 30.000 personas. Su comandante era Otto Reich.
A efectos reales Esterwegen no estaba clasificado como campo de concentración ya que sirvió principalmente como centro de castigo para traidores aunque las condiciones de vida y trabajo eran similares al del resto de los campos incluyendo torturas, asesinatos y la muerte por agotamiento en el trabajo.
En 1941 y con la llegada de prisioneros de guerra belgas, holandeses, franceses y checoslovacos se convierte en campo secundario de Neuengamme.
Poco se sabe de Esterwegen por la escasísima información que había del campo ya que los nazis intentaron ocultar su existencia; la ausencia de crematorios y el enterramiento de los cadáveres en fosas comunes un poco alejadas del campo permitieron la ocultación de este campo.
Durante la década de los 70 las instalaciones de Esterwegen fueron ocupadas por el ejército alemán y desde entonces existe una total prohibición de tomar fotografías de los restos del campo.
Por este campo pasaron varios prisioneros famosos como el escritor alemán Carl von Ossietzky por ser pacifista y después de recibir el Premio Nobel de la Paz. Cabe destacar que la Cruz Roja envió a su personal para comprobar su estado de salud y esto fue lo que el enviado de Cruz Roja escribió al verlo: "El oficial de los S.S. se volvió con un hombre de temblor, palidece como muerte, criatura pobre que se parecía incapaz sentir cualquier cosa. Todos sus dientes estaban quebrados y él tenía una pierna quebrada. Vine a él para un apretón de manos. Él no respondió…”. Por ser poseedor del premio nobel y sabiendo la S.S. que Carl Von Ossietsky estaba controlado por la Cruz Roja no pudieron asesinarlo claramente siendo un problema para la Gestapo; tras ser transferido a un hospital para "tratarle de sus heridas" murió en 1938 bajo la supervisión de la Gestapo.